# Oenothera riskindii
Oenothera riskindii är en dunörtsväxtart som beskrevs av Warren Lambert Wagner. Oenothera riskindii ingår i släktet nattljussläktet, och familjen dunörtsväxter. Inga underarter finns listade i Catalogue of Life.